# Атлатл
Атлатл је оруђе које је нађено на налазиштима палеоиндијанског периода у Северној Америци, које је имало сличну намену као избацивач копља у праисторијским културама Европе, као што је Магдалијенска култура. Спада у групу оружја које се користило за лов, пошто је омогућавао да се копље (стрелица) баци много даље него што је то иначе било могуће.
Атлатл је заправо штап од кости, рога или слоноваче, на чији је један крај ослањана база копља приликом бацања. Копље је стављано у удубљење или куку на једном крају, док је други део држан у руци.